# Бебе
Бебе (порт. Bébé, нар. 12 червня 1990, Агуалва-Касен) — португальський футболіст, нападник «Манчестер Юнайтед». На правах оренди виступає за португальський «Пасуш ді Фіррейра».

## Клубна кар'єра
Вперше на поле вийшов в складі португальської команди «Ештрела» 2009 році, в результаті в 26 матчах він забив 4 голи.
На початку 2010 року він перейшов в іншу португальську команду — «Віторія», але до кінця сезону так і не провів за неї жодного матчу в чемпіонаті.
Влітку 2010 року його придбав англійський клуб «Манчестер Юнайтед». 22 вересня Бебе дебютував за «Юнайтед» у матчі Кубка Футбольної ліги проти «Сканторп Юнайтед», вийшовши на заміну у другому таймі. МЮ виграв з рахунком 5:2. 2 жовтня в матчі проти «Сандерленда» відбувся дебют Бебе у Прем'єр-лізі: португалець вийшов на 80-й хвилині матчу, замінивши Андерсона, матч завершився внічию 0:0. 26 жовтня в матчі проти «Вулвергемптон Вондерерз» Бебе забив свій дебютний гол, матч завершився 3:2 на користь «манкуніанців». 2 листопада в матчі проти «Бурсаспора» Бебе дебютував у Лізі чемпіонів, вийшовши на заміну замість Даррена Флетчера на 63-й хвилині, і забив гол на 77-й хвилині. «Юнайтед» виграв матч з рахунком 3:0
15 червня 2011 року Бебе перейшов в турецький «Бешикташ» на правах оренди до закінчення сезону, проте заграти в Туреччині не зумів і надалі його віддавали в оренду на батьківщину: у сезоні 2012–13 в «Ріу Аве», а у сезоні 2013-14 в «Пасуш ді Фіррейра».